# Chaetarcturus praecipius
Chaetarcturus praecipius är en kräftdjursart som först beskrevs av Menzies och George 1972.  Chaetarcturus praecipius ingår i släktet Chaetarcturus och familjen Antarcturidae. Inga underarter finns listade i Catalogue of Life.